# Nikita Sergejewitsch Alexejew (Fußballspieler)
Nikita Sergejewitsch Alexejew (russisch Никита Сергеевич Алексеев; * 9. Januar 2002 in Lukino) ist ein russischer Fußballtorwart.

## Karriere
Alexejew begann seine Karriere bei Master-Saturn Jegorjewsk. Im Februar 2022 wechselte er zum Drittligisten Nosta Nowotroizk. Bis zum Ende der Saison 2021/22 hütete er zweimal das Tor Nostas in der Perwenstwo PFL. Nach weiteren vier Einsätzen zu Beginn der Saison 2022/23 schloss er sich im August 2022 dem Erstligisten Ural Jekaterinburg an.
Im September 2022 gab Alexejew dann gegen Torpedo Moskau sein Debüt in der Premjer-Liga.